# Czesław Puchalski
Czesław Puchalski – polski inżynier, dr hab. nauk rolniczych, profesor Instytutu Technologii Żywności i Żywienia, Kolegium Nauk Przyrodniczych Uniwersytetu Rzeszowskiego.

## Życiorys
W 1976 ukończył studia techniki rolniczej w Akademii Rolniczej w Lublinie, 10 października 1985 obronił pracę doktorską, 24 lutego 2003 uzyskał stopień doktora habilitowanego. 9 stycznia 2017 otrzymał tytuł profesora nauk rolniczych. Został zatrudniony na stanowisku profesora nadzwyczajnego w Katedrze Inżynierii Produkcji na Wydziale Inżynieryjnym i Ekonomicznym Wyższej Szkole Inżynieryjno-Ekonomicznej w Ropczycach, oraz w Katedrze Inżynierii Produkcji Rolno-Spożywczej na Wydziale Biologicznym i Rolniczym Uniwersytetu Rzeszowskiego.
Awansował na stanowisko kierownika w Katedrze Technologii Bioenergetycznych i dziekana na Wydziale Biologicznym i Rolniczym Uniwersytetu Rzeszowskiego, a także prorektorem Uniwersytetu Rzeszowskiego.
Był członkiem Komitetu Agrofizyki PAN.
Jest profesorem w Instytucie Technologii Żywności i Żywienia, Kolegium Nauk Przyrodniczych Uniwersytetu Rzeszowskiego.

## Odznaczenia
- Złoty Krzyż Zasługi (2010)[4]
- Krzyż Kawalerski Orderu Odrodzenia Polski (2020)[5]